# Niederrœdern
Niederrœdern (deutsch Niederrödern, elsässisch Nider’reddere) ist eine französische Gemeinde mit 905 Einwohnern (Stand 1. Januar 2021) im Département Bas-Rhin in der Region Grand Est (bis 2015 Elsass) in der Nähe der deutschen Grenze bei Rastatt.

## Geschichte
Der Name des Ortes leitet sich wohl vom lateinischen „radere“ ab, was darauf hindeutet, dass zur Zeit der römischen Besatzung dort Wälder abgeholzt wurden. Aus dieser Zeit zeugen noch einige Fundstücke, wie Münzen und Graburnen, die auf dem Gemeindegebiet gefunden wurden.
Im Mittelalter gehörte der Ort lange Zeit zum Kloster Seltz, das Adelheid von Burgund, die Frau von Kaiser Otto I 993 gründete, nachdem sie den Besitz, der bald unter dem Namen „Adelheids Eigen“ bekannt war, von ihrem Mann zum Geschenk erhalten hatte. Um diese Zeit datiert wohl auch die Entstehung der ersten Siedlung. Der Name Rotheren erschien erstmals 1084 in einem Dokument zur Erhebung des Zehnten. 1255 erbaute Rüdiger von Rüdern im Ort das erste Schloss der Herren von Fleckenstein. In den Folgejahren wurde der Ort unter den Namen „Rüdern“ (1371), „Niederrüdern“ (1442) und „Rödern“ (1700) erwähnt.
Von 1871 bis zum Ende des Ersten Weltkrieges gehörte Niederrœdern als Teil des Reichslandes Elsaß-Lothringen zum Deutschen Reich und war dem Kreis Weißenburg im Bezirk Unterelsaß zugeordnet.
Neun aus Niederrœdern stammende jüdische Bewohner kamen im Holocaust laut Yad Vashem ums Leben.

### Bevölkerungsentwicklung
| 1910 | 1962 | 1968 | 1975 | 1982 | 1990 | 1999 | 2006 | 2017 |
| ---- | ---- | ---- | ---- | ---- | ---- | ---- | ---- | ---- |
| 787  | 643  | 672  | 696  | 727  | 769  | 846  | 871  | 931  |

## Ortsbeschreibung

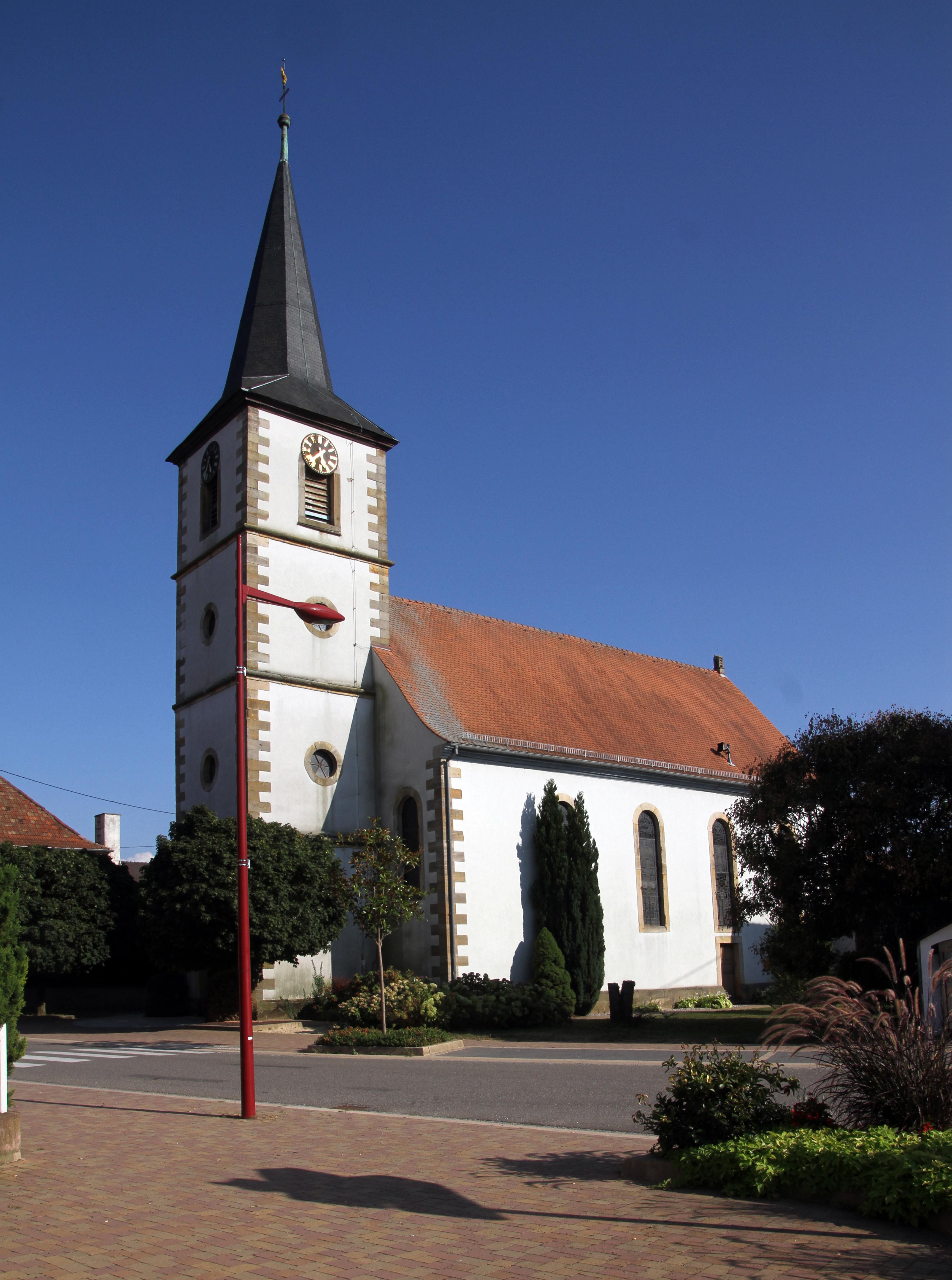
Paritätische Kirche St. Jakobus der Ältere

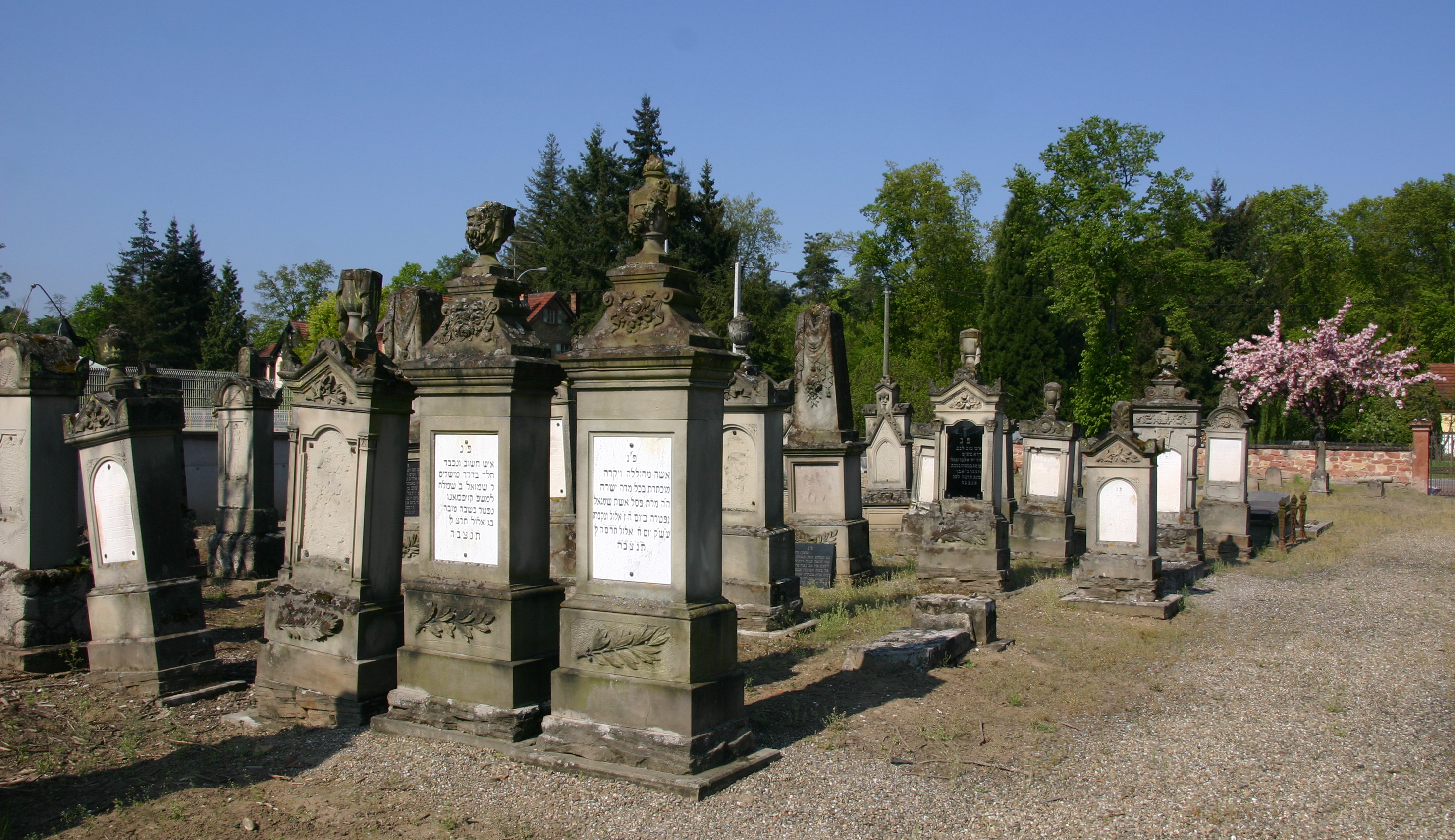
Der Jüdische Friedhof in Niederroedern

Die Simultankirche des Ortes wurde in den Jahren 1760 bis 1765 erbaut. Sie beherbergt eine Orgel von 1754, die jedoch erst 1862 in der Kirche von Niederroedern installiert wurde. Ursprünglich stammt sie aus der alten Kirche von Soultz-sous-Forêts.
Der Ort hat auch eine besondere jüdische Tradition, die bis ins 20. Jahrhundert hineinreicht. Die erste Synagoge des Ortes von 1785 wurde 1869 durch einen Neubau ersetzt, der 1945 dem Nationalsozialismus zum Opfer fiel. In Niederroedern gibt es einen jüdischen Friedhof.

## Wirtschaft
Wirtschaftlich ist immer noch das traditionelle Forstwesen und die Holzverarbeitung ein bedeutender Faktor. Weitere wichtige Erwerbsquellen sind Getreideanbau und Viehzucht.

## Persönlichkeiten
In Niederrödern wurde Friederike Brion (1752–1813), eine der ersten Geliebten von Goethe, geboren. Ihr Geburtshaus aus dem Jahre 1740 kann heute noch besichtigt werden.